# ليلافا
ليلافا  تدعى المنطقة باسم ليلافا التي أيضا تعرف باسم ليلابيد ، هي واحدة من احياء المدينة  الإيرانية التي في الغالب يسكنها  الأرمن في بداية القرن العشرين، يبلغ عدد الطائفة الأرمنية حوالي خمسمئة الف وحالما عاشوا في مناطق ليلافا وغالا الأرمانية لعبت المنطقة دورا قويا اثناء السنوات الأولى من اتحاد الثوري الارماني.